# Бондаренко Тарас Романович
Тарас Романович Бондаренко (нар. 23 вересня 1992, Запоріжжя, Україна) — український футболіст, захисник сербського клубу «Раднички» (Ниш).

## Життєпис
Народився в Запоріжжі, вихованець місцевого «СДЮШОР-Металург», який був юнацькою командою запорізького «Металурга». У дорослому футболі дебютував у футболці запорізького «Металурга-2» у Другій лізі України сезону 2008/09 років. У сезоні 2009/10 років зіграв 22 поєдинки за юнацьку та молодіжну команди запорізького «Металурга». З 2010 по 2012 рік протягом двох сезонів (2010/11 та 2011/12 років) виступав за «Металург-2» у Другій лізі, за цей час зіграв 40 матчів та відзначився 5-а голами.
Ці два сезони були невдалими для запорізького футболу, у сезоні 2010/11 років «Металург» вперше з часу проголошення Україної незалежності покинув Прем'єр-лігу. Наступного сезону, незважаючи на те, що «козаки» забезпечили собі право повернутися в еліту українського футболу, «Металург-2» припинив своє існування, й, таким чином, багато перспективних гравців, на яких у майбутньому розраховувала перша команда (зокрема й Бондаренко) залишилися без можливості отримання ігрової практики на серйозному рівні. Зрештою багато хто з цих футболістів змушені були залишити команду, зокрема Тарас перейшов до ФК «Полтава». Цей крок пішов на користь кар'єрі Бондаренка, оскільки він став основним гравцем полтавського клубу. У футболці «Полтави» виступав протягом другої половини сезону 2014/15 років та першу частину сезону 2015/16 років, за цей час у чемпіонаті зіграв 26 матчів. Бондаренко також виступав за «городян» у кубку України сезону 2014/15 та 2015/16 років.
Після невдалого старту «Полтави» в чемпіонаті України, Тарас до завершення сезону 2015/16 років відправився в оренду в «Авангард» (Краматорськ). Авангард фінішував у другій половині турнірної таблиці Першої ліги, а Тарас вирішив відправитися за кордон. Влітку він приєднався до тренувального збору сербського «Металацу» (Горні Мілановац) й після вдалого перегляду уклав договір з клубом. У Сербській Суперлізі 2016/17 дебютував, вийшовши на поле в стартовому складі, переможного (1:0) поєдинку 1-о туру проти «Бораца» (Чачак). За підсумками сезону «Металац» понизився в класі, а Тарас продовжив виступати в команді вже в Першій лізі Сербії. Влітку 2018 року перейшов вільним агентом до «Радничок» (Ниш).

## Особисте життя
Тарас Бондаренко син гравця національної збірної Туркменістану Романа Бондаренка.